# Ahmad Shah Qajar
Ahmad Shah Qajar (in persiano احمد شاه قاجار‎; Tabriz, 21 gennaio 1898 – Neuilly-sur-Seine, 21 febbraio 1930) è stato scià di Persia dal 16 luglio 1909 al 31 ottobre 1925, l'ultimo della dinastia Qajar.

## Biografia

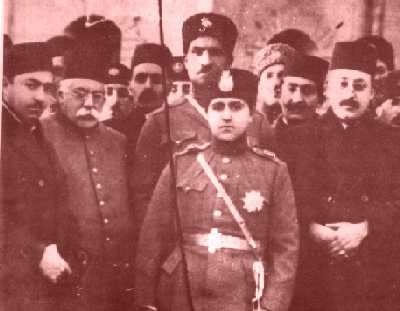
Il giovane Ahmad Qajar coi principali membri dell'aristocrazia persiana. Dietro di lui è presente l'allora ministro della guerra Reza Khan

Ahmad ascese al "trono del pavone" il 16 luglio 1909, a seguito della detronizzazione di suo padre, nonché predecessore, Mohammad Ali Shah, il quale aveva tentato di riportare in Persia il potere assoluto affossando i diritti costituzionali.  Ahmad si distinse quindi ben presto come un re molto democratico, al punto da essere giudicato da alcuni storici come debole e disinteressato agli affari di governo.
Dopo che Muhammad Ali fu rimosso dal potere, Ahmad fu posto sul trono dal Gran Majles, che consisteva in cinquecento membri delegati provenienti da diversi strati sociali che tutti insieme costituivano un tribunale speciale incaricato di punire chi avesse preso parte alla guerra civile, tra cui vi era anche lo sceicco Fazlollah Nuri, che venne impiccato. Essi inoltre portarono nuove riforme mai viste prima in Iran: abolirono la rappresentanza parlamentare per classi, crearono altri cinque seggi per le minoranze del Majles, gli armeni ottennero due seggi e anche altri gruppi religiosi minoritari, come ebrei, zoroastriani e assiri ottennero un seggio in parlamento dal nuovo governo; il Majles inoltre democratizzò il sistema elettorale, diminuendo il potere elettorale di Teheran e abbassando l'età di voto da 25 a 20 anni.
Poco si sa di Ahmad prima della sua ascesa al trono. Egli era molto attaccato alla figura di suo padre e, dopo che il genitore ebbe lasciato il trono, si ritrovò isolato dal mondo esterno. A causa della sua giovane età al momento della sua ascesa al trono, Ahmad venne assistito negli affari da suo zio Azud al-Mulk, anche se il suo stile di vita frivolo non gli ottenne i favori del popolo iraniano. Il nuovo scià ereditò un regno in tumulto, una costituente frustrata dall'imperialismo inglese e russo e l'assolutismo imposto da suo padre.
Il secondo Majles, convocato nel novembre del 1910, non portò ad alcun accordo rilevante. Il Majles era di fatto poco rilevante per quanto riguardava l'attività di governo, in quanto il governo centrale era debole e non aveva abbastanza influenza per regnare nei cambiamenti proposti.

Ahmad tentò di contenere i danni di suo padre nominando i migliori ministri di cui poteva disporre. Egli fu ad ogni modo un monarca impotente, che non poté far nulla contro le intrusioni esterne, in particolare di britannici e russi. Russia e Gran Bretagna combatterono contro le forze ottomane in Iran durante la prima guerra mondiale, portando inevitabilmente dei problemi anche in Persia, usata come campo di battaglia, senza opposizione da parte del governo. Ciò portò allo scoppio di piccole rivolte locali e al sorgere di movimenti ostili al governo di Ahmad Qajar.

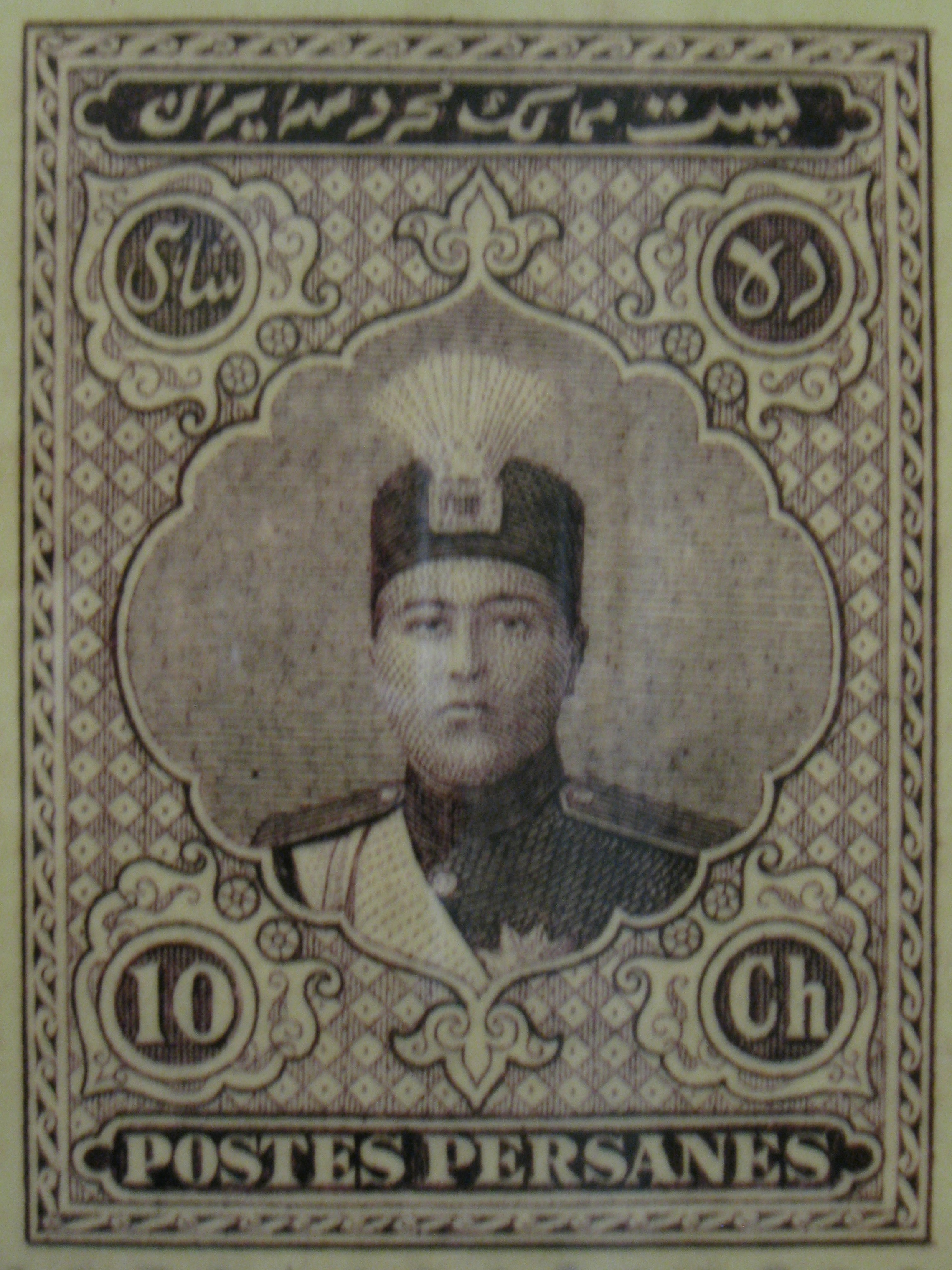
Ahmad Qajar su un francobollo da 10 shahis

Nel 1917 il Regno Unito utilizzò la Persia come trampolino di lancio per attaccare la Russia in un tentativo poi fallito di reprimere la rivoluzione russa del 1917. La neonata Armata Rossa rispose a questo attacco annettendo alcune porzioni del nord della Persia come "cuscinetto". Marciando verso Teheran, i sovietici richiesero delle concessioni umilianti al governo dello scià, i cui ministri spesso non erano in grado di controllare la situazione. La debolezza della burocrazia centrale di fronte a questa aggressione di una potenza straniera, e per di più atea, trovò scarso supporto e anche alcuni esponenti iraniani iniziarono a parteggiare per l'URSS, come il giovane Ruhollah Khomeini, che venne poi condannato per comunismo.
Nel 1920 il governo aveva ormai perso di fatto tutti i poteri al di fuori della capitale e Ahmad aveva perso il controllo della situazione. L'accordo anglo-persiano, assieme ai nuovi partiti politici creatisi, immobilizzò ancora di più il paese. I moderati ed i democratici si scontrarono su più punti, in particolare su certi diritti minori e sul secolarismo. Il dibattito dei nuovi partiti politici sfociò in una profonda crisi ed in reazioni violente.
Lo status economico debole della Persia gettò Ahmad ed il suo governo alla mercé dell'influenza straniera, soprattutto dopo che la Banca Imperiale d'Inghilterra concedette al governo iraniano grandi prestiti. Oltre a questo, la Anglo-Persian Oil Company divenne proprietaria di quasi tutti gli oleodotti dell'area, lasciando alle compagnie iraniane solo una minima parte delle risorse. Sull'altro fronte, l'Armata Rossa, assieme ai ribelli locali, governava gran parte del teatro bellico nel paese.
Il 21 febbraio 1921 Ahmad venne detronizzato da un colpo di Stato del ministro della Guerra e comandante della guarnigione cosacca persiana, il colonnello Reza Pahlavi, che successivamente ottenne la carica di primo ministro. Durante il colpo di Stato, questi si servì solo di trecento uomini e diciotto mitragliatori, raggiungendo velocemente i propri obiettivi. Reza Khan era un uomo che si era fatto da sé e aveva scalato i ranghi militari e per questo sembrava l'uomo adatto a guidare la Persia in un momento così complesso. Una delle sue prime azioni fu quella di stringere un accordo con l'Inghilterra ed uno con l'Unione Sovietica, annullando tutti i precedenti accordi ed ottenendo per l'Iran il diritto di libera navigazione sul Caspio.
Privato anche degli ultimi poteri, Ahmad venne inviato in esilio con la sua famiglia nel 1923, intraprese dunque un "gran tour" in Europa e venne dichiarato formalmente deposto il 31 ottobre 1925, quando Reza Khan venne proclamato scià dall'assemblea, prendendo il titolo di Reza Shah Pahlavi. La sua ascesa pose fine alla dinastia Qajar e inaugurò la dinastia Pahlavi.

## Figli
Ahmad Qajar ebbe quattro figli, 3 femmine e un maschio: 
- Maryamdokht (1915 - Baltimora, 2005), figlia di Delaram Khanoum
- Irandokht (1916 - Teheran, 1980), figlia di Badr-el-Molouk Vala
- Homayoundokht (1917 - 2011), figlia di Khanoum Khanoumha Moezzi
- Fereydoun Mirza (1922 - 1975), principe ereditario, figlio di Fatemeh Khanoum

## Ascendenza
|                            |                   |                                 | Genitori                  |  |  | Nonni |  |  | Bisnonni                |  |  | Trisnonni           |  |
|                            |                   |                                 |                           |  |  |       |  |  | Naser al-Din Shah Qajar |  |  | Mohammad Shah Qajar |  |
|                            |                   |                                 |                           |  |  |       |  |  | Naser al-Din Shah Qajar |  |  | Mohammad Shah Qajar |  |
|                            |                   | Malika Jahan Khanum             |                           |  |  |       |  |  | Naser al-Din Shah Qajar |  |  |                     |  |
| Mozaffar al-Din Shah Qajar |                   |                                 |                           |  |  |       |  |  | Naser al-Din Shah Qajar |  |  |                     |  |
|                            |                   | Shokuh al-Sultana Qajar         | Fathollah Mirza Qajar     |  |  |       |  |  |                         |  |  |                     |  |
|                            |                   | Shokuh al-Sultana Qajar         | Fathollah Mirza Qajar     |  |  |       |  |  |                         |  |  |                     |  |
|                            |                   | Shokuh al-Sultana Qajar         | Shahrbanu Khanum Qajar    |  |  |       |  |  |                         |  |  |                     |  |
| Mohammad Ali Shah Qajar    |                   | Shokuh al-Sultana Qajar         |                           |  |  |       |  |  |                         |  |  |                     |  |
|                            |                   | Amir Kabir Gran Visir di Persia | Karbalaʾi Mohammad Qorban |  |  |       |  |  |                         |  |  |                     |  |
|                            |                   | Amir Kabir Gran Visir di Persia | Karbalaʾi Mohammad Qorban |  |  |       |  |  |                         |  |  |                     |  |
|                            |                   | Amir Kabir Gran Visir di Persia | Fatemeh Khanum            |  |  |       |  |  |                         |  |  |                     |  |
| Taj al-Muluk Khanum        |                   | Amir Kabir Gran Visir di Persia |                           |  |  |       |  |  |                         |  |  |                     |  |
|                            |                   | Ezzat al-Dawla Qajar            | Mohammad Shah Qajar       |  |  |       |  |  |                         |  |  |                     |  |
|                            |                   | Ezzat al-Dawla Qajar            | Mohammad Shah Qajar       |  |  |       |  |  |                         |  |  |                     |  |
|                            |                   | Ezzat al-Dawla Qajar            | Malika Jahan Khanum       |  |  |       |  |  |                         |  |  |                     |  |
| Ahmad Shah Qajar           |                   | Ezzat al-Dawla Qajar            |                           |  |  |       |  |  |                         |  |  |                     |  |
|                            | Naser al-Din Shah | Mohammad Shah Qajar             |                           |  |  |       |  |  |                         |  |  |                     |  |
|                            | Naser al-Din Shah | Mohammad Shah Qajar             |                           |  |  |       |  |  |                         |  |  |                     |  |
|                            | Naser al-Din Shah | Malika Jahan Khanum             |                           |  |  |       |  |  |                         |  |  |                     |  |
| Kamran Mirza Qajar         | Naser al-Din Shah |                                 |                           |  |  |       |  |  |                         |  |  |                     |  |
|                            |                   | Monir al-Saltana Khanum         | Taqi Khan Mimarbashi      |  |  |       |  |  |                         |  |  |                     |  |
|                            |                   | Monir al-Saltana Khanum         | Taqi Khan Mimarbashi      |  |  |       |  |  |                         |  |  |                     |  |
|                            |                   | Monir al-Saltana Khanum         | ?                         |  |  |       |  |  |                         |  |  |                     |  |
| Malekeh Jahan Qajar        |                   | Monir al-Saltana Khanum         |                           |  |  |       |  |  |                         |  |  |                     |  |
|                            |                   | Morad Mirza Qajar               | Abbas Mirza Qajar         |  |  |       |  |  |                         |  |  |                     |  |
|                            |                   | Morad Mirza Qajar               | Abbas Mirza Qajar         |  |  |       |  |  |                         |  |  |                     |  |
|                            |                   | Morad Mirza Qajar               | ?                         |  |  |       |  |  |                         |  |  |                     |  |
| Surur al-Dawla Qajar       |                   | Morad Mirza Qajar               |                           |  |  |       |  |  |                         |  |  |                     |  |
|                            |                   | ?                               | ?                         |  |  |       |  |  |                         |  |  |                     |  |
|                            |                   | ?                               | ?                         |  |  |       |  |  |                         |  |  |                     |  |
|                            |                   | ?                               | ?                         |  |  |       |  |  |                         |  |  |                     |  |
|                            |                   | ?                               |                           |  |  |       |  |  |                         |  |  |                     |  |